# Partikelnliste der Rechtschreibreform von 1996
Die Partikelnliste der  Rechtschreibreform von 1996 listet Wörter auf, für die Besonderheiten bei der Rechtschreibung gelten.
Für Wortverbindungen mit einem Verb gilt – ebenso wie für andere Wortverbindungen auch – der Grundsatz, dass Getrenntschreibung der Regelfall ist. Die Wörter der Partikelnliste bilden jedoch Ausnahmen. Wenn eines dieser Wörter zu einem Verb tritt, dann wird der Infinitiv, der Infinitiv mit „zu“, das Partizip I und das Partizip II zusammengeschrieben.
Beispiel:

Infinitiv: vorbeigehen

Infinitiv mit „zu“: vorbeizugehen

Partizip I: vorbeigehend

Partizip II: vorbeigegangen

Dies ist die Partikelnliste:
| ab-          | dawider-    | herauf-     | hinterher- | voraus-   |
| an-          | dazu-       | heraus-     | hinüber-   | vorbei-   |
| auf-         | dazwischen- | herbei-     | hinunter-  | vorher-   |
| aus-         | drauf-      | herein-     | hinweg-    | vorüber-  |
| bei-         | drauflos-   | hernieder-  | hinzu-     | vorweg-   |
| beisammen-   | drin-       | herüber-    | inne-      | weg-      |
| da-          | durch-      | herum-      | los-       | weiter-   |
| dabei-       | ein-        | herunter-   | mit-       | wider-    |
| dafür-       | einher-     | hervor-     | nach-      | wieder-   |
| dagegen-     | empor-      | herzu-      | nieder-    | zu-       |
| daher-       | entgegen-   | hin-        | über-      | zurecht-  |
| dahin-       | entlang-    | hinab-      | überein-   | zurück-   |
| daneben-     | entzwei-    | hinan-      | um-        | zusammen- |
| dar-         | fort-       | hinauf-     | umher-     | zuvor-    |
| d(a)ran-     | gegen-      | hinaus-     | umhin-     | zuwider-  |
| darein-      | gegenüber-  | hindurch-   | unter-     | zwischen- |
| da(r)nieder- | her-        | hinein-     | vor-       |           |
| darum-       | herab-      | hintan-     | voran-     |           |
| davon-       | heran-      | hintenüber- | vorauf-    |           |

Man schreibt:
| beisammensitzen     | entlanggehen           |
| dazwischenreden     | vorbeilaufen           |
| vorangehen          | zuvorkommen            |
| zurückschrecken     | hinuntersehen          |
| auf- und abspringen | hin- und hergehen usw. |

## Ergänzungen
Im Februar 2004 wurde die Liste um diese Wörter ergänzt:

| dahinter-    | darauf-/drauf-     | darauflos-/drauflos- | darin-/drin- | darüber-/drüber- |
| darum-/drum- | darunter-/drunter- | davor-               | draus-       |                  |
| hinter-      | hinterdrein-       | nebenher-            | vornüber-    |                  |